# Václav Chalupa
Václav Chalupa, född den 7 december 1967 i Jindřichův Hradec i Tjeckien, är en tjeckoslovakisk och därefter tjeckisk roddare.
Han tog OS-silver i singelsculler i samband med de olympiska roddtävlingarna 1992 i Barcelona.